# Флан

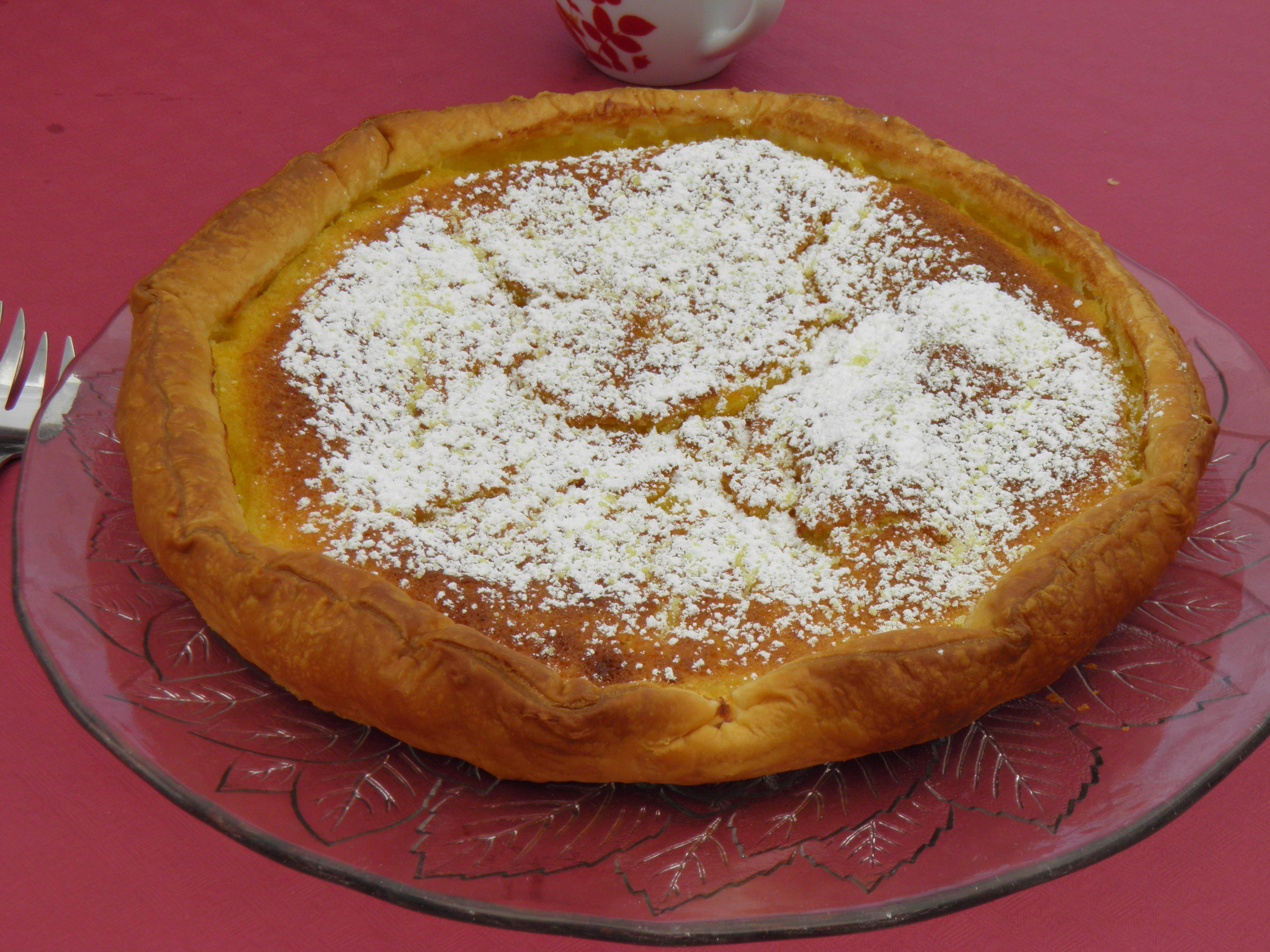
Флан

Флан (фр. flan) — кондитерський виріб, що являє собою відкритий пиріг з основою з пісочного тіста. Флан можна порівняти з португальським паштел-де-ната, англійським заварним тартом або італійським «пастісйотто». Його можна адаптувати згідно з власними смаками, додаючи карамель, кокос або шоколад.
Флан існує від королівських часів. Тоді його робили з цукатами в Шампані.

## Історія
Флан являє собою традиційний десерт, який можна знайти в кожному куточку земної кулі, в різних варіаціях у різних країнах: паштел-де-ната в Португалії, яєчний тарт у Китаї, заварний тарт у Великій Британії і, звичайно, флан у Франції. Флан походить від англійського заварного пирога, який вперше з'явився в період Середньовіччя.
У Франції згадки про флан належать до часів Генріха IV з Англії. Насправді, його було подано на бенкеті з приводу його коронації 1399 року. Раніше він був відомий як «дусеті». Флан є популярним смаколиком, розповсюдженим усюди. Його рецепти варіюються в залежності від країни: листкове тісто, з високою температурою і високим вмістом цукру в Португалії; пісочне тісто і згущене молоко в Китаї; пісочне тісто, заповнене кремом, нижча температура і низький вміст цукру в Англії; пісочне тісто, незбиране молоко і кукурудзяний крохмаль у Франції.
Форма також змінюється в залежності від країни; в той час як пиріг їдять у вигляді порційних тістечок у Португалії та Китаю, його їдять у вигляді пирога, який розрізають у Великій Британії і у Франції.

## Приготування

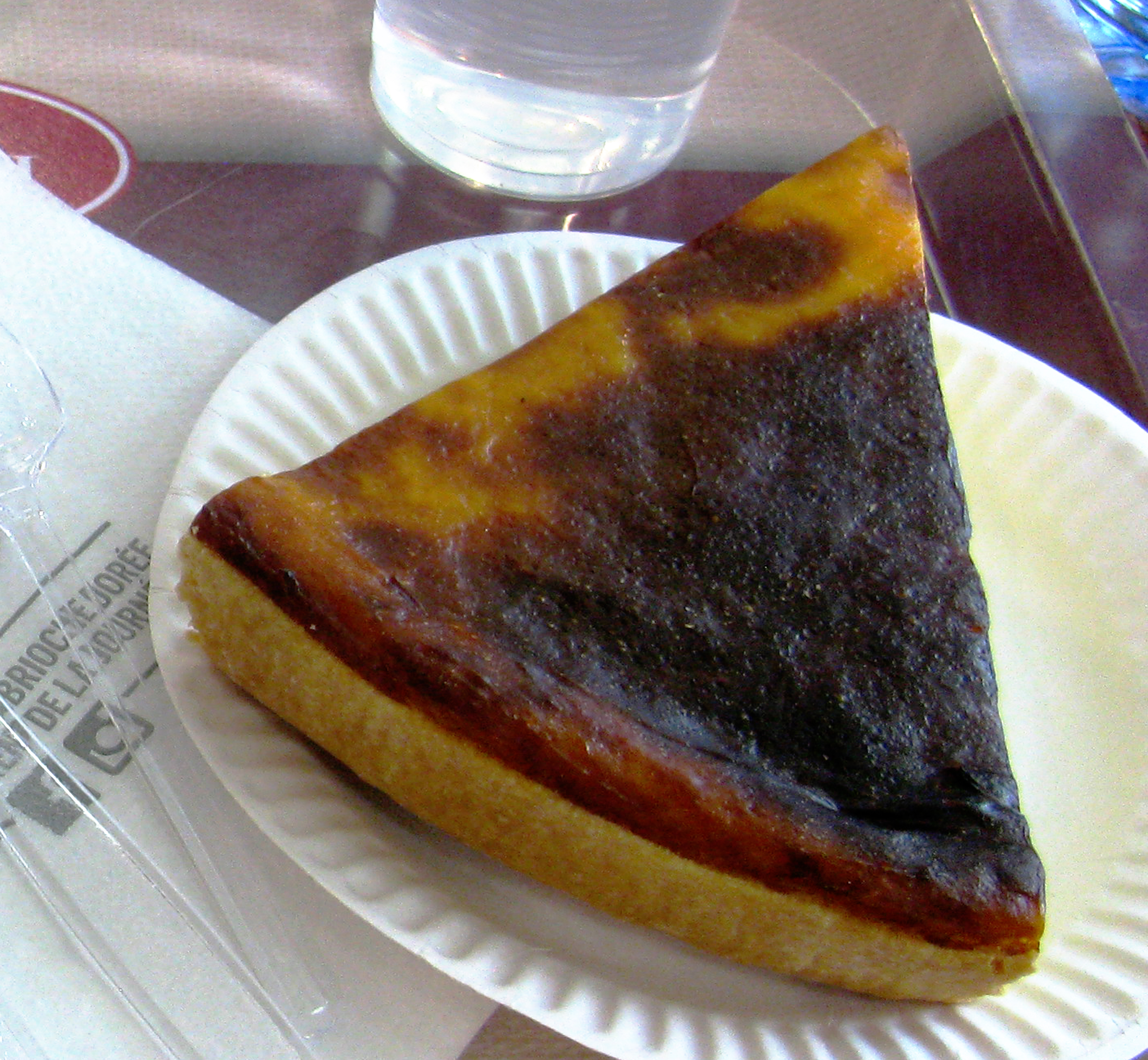
Паризький флан

Інгредієнти для базового рецепта флану:
- 230 г пісочного тіста
- 4 яйця
- 150 г цукрової пудри
- 90 г кукурудзяного крохмалю
- паличка ванілі

Приготування:
1. розділити стручок ванілі в поздовжньому напрямку
2. закип'ятити молоко зі стручком ваніліо
3. одночасно змішати кукурудзяний крохмаль з цукром і додати добре збиті яйця
4. змішати все для отримання однорідної суміші
5. додати гаряче молоко (без стручка)
6. приготувати на слабкому вогні, постійно помішуючи протягом приблизно 1-2 хвилин.
7. налити в чашку, яка містить тісто
8. випікати в духовці (при температурному режимі 6/7) в протягом приблизно 30-40 хв[2].

## Подача
Цей пиріг подають з білим, солодким, або сухим вином.